# Amphipolis (dème)
Pour l’article homonyme, voir Amphipolis.
Amphipolis (grec moderne : Δήμος Αμφίπολης, Dhímos Amfípolis) est un dème (municipalité) de la périphérie de Macédoine-Centrale, dans le district régional de Serrès, en Grèce. 
Il a été créé sous sa forme actuelle en 2010 dans le cadre du programme Kapodistrias, par la fusion des anciens dèmes d'Amphipolis, de Rodolívos, de Kormísta et de Próti devenus des districts municipaux.
Il tient son nom de la cité antique d'Amphipolis.